# Акациево
Акациево (болг. Акациево) — село в Болгарии. Находится в Видинской области, входит в общину Видин. Население составляет 108 человек.

## Политическая ситуация
Акациево подчиняется непосредственно общине и не имеет своего кмета.
Кмет (мэр) общины Видин — Румен Ангелов Видов (Граждане за европейское развитие Болгарии (ГЕРБ)) по результатам выборов.